# Шёквист, Лала
Лала Вальборг Шёквист (швед. Lala Valborg Sjöqvist, в замужестве Ларссон, швед. Larsson; 23 сентября 1903, Рюссбю, Кальмар — 8 августа 1964, Rockneby, Кальмар) — шведская прыгунья в воду, бронзовый призёр летних Олимпийских игр 1928 года по прыжкам с десятиметровой вышки.

## Биография
Лала Вальборг Шёквист родилась в 1903 году. У неё были сестры Виви и Ингеборга. Ингеборга впоследствии также стала прыгуньей в воду, дважды участвовала в летних Олимпийских играх. Вики занималась гимнастикой. Лала присоединилась к клубу плавания Kalmar Simsällskap. В 1927—1929 годах она побеждала на чемпионате Швеции по прыжкам в воду.
В 1927 году Шёквист приняла участие в чемпионате Европы по водным видам спорта. Она заняла четвёртое место в прыжках с десятиметровой вышки. Третье место заняла её соотечественница Эва Олливиер. Второе место отдали француженке Ирен Саволон, что некоторые критики сочли «чистой политикой».
На летних Олимпийских играх 1928 года в Амстердаме Шёквист завоевала бронзовую медаль в прыжках с вышки, уступив американкам Элизабет Беккер-Пинкстон и Джорджии Коулмен. В 1929 году Шёквист победила на чемпионате северных стран.
В 1930 году Шёквист вышла замуж за Фридольфа Ларссона. Через год у пары родился первенец. После этого Лала завершила спортивную карьеру. В дальнейшем она работала школьным учителем. Ларссон скончалась в 1964 году на 61-м году жизни.